# Silveiras
 Silveiras ist eine portugiesische Gemeinde, Freguesia, im Kreis Montemor-o-Novo, mit einer Fläche von 110,6 km² und 571 Einwohnern (Stand 30. Juni 2011). Die Bevölkerungsdichte beträgt 5,2 Einwohner pro km².
Die Gemeinde lebt von Viehzucht, Landwirtschaft und Olivenanbau.